# Orontes II.
Orontes II. (armenisch: Երուանդ, griechisch: Ὀρόντης; † nach 317 v. Chr.) war ein persischer Provinzstatthalter (Satrap) von Armenien. Er gehörte der Dynastie der Orontiden an und war vermutlich ein Enkel des abgesetzten Statthalters Orontes I.
Nachdem der Achämenide Dareios Kodomannos als Dareios III. im Jahr 336 v. Chr. zum Großkönig des persischen Großreiches erhoben wurde, ernannte er Orontes II. zu seinem Nachfolger als Satrap von Armenien. Bei der Schlacht von Gaugamela 331 v. Chr. führte Orontes II. das armenische Aufgebot auf der Seite des Großkönigs in den Kampf gegen Alexander den Großen. Sein Schicksal nach der Schlacht bleibt ungewiss. Der siegreiche Alexander ernannte zunächst den Perser Mithrenes zu seinem Statthalter in Armenien, es ist allerdings unklar, inwieweit dieser dort tatsächlich eine Herrschaft errichten konnte. Ebenso verhält es sich zu dem in der Reichsordnung von Babylon 323 v. Chr. ernannten Satrapen Neoptolemos. 
Erst im Jahr 317 v. Chr. wird erneut ein Orontes als Satrap von Armenien genannt. Es ist wahrscheinlich, dass dieser identisch mit jenem war, der bei Gaugamela gekämpft hatte, denn er wird als ein „Freund des Peukestas“ bezeichnet. Möglich ist, dass Orontes II. nach Gaugamela in die Gefolgschaft Alexanders wechselte und sich so im weiteren Verlauf dessen Feldzuges mit Peukestas anfreunden konnte, der zum Satrap der Persis aufgestiegen war. Er könnte nach Alexanders Tod 323 v. Chr. die schwache, wenn nicht gar inexistente makedonische Herrschaft in Armenien genutzt haben, um wieder in den Besitz dieses Landes zu gelangen. Möglich ist auch, dass er dann auf der Konferenz von Triparadeisos 320 v. Chr. in seiner Herrschaft bestätigt wurde.
Inwiefern er mit Orontes III. identisch gewesen sein könnte ist nicht festzustellen. Womöglich war dieser sein Sohn oder Enkel.